# Kapitał (ekonomia)
Kapitał – termin z dziedziny ekonomii i finansów oznaczający zasoby trwałe (majątek, środki, aktywa) służące rozpoczęciu lub kontynuacji działalności gospodarczej. Jest jednym z podstawowych, klasycznych czynników produkcji, obok pracy i ziemi. Występuje on w postaci zasobów pieniężnych, środków produkcji oraz zasobów intelektualnych.
W szerokim kontekście kapitał to „samopomnażająca się” wartość. Dzięki zaangażowanemu kapitałowi możliwa jest przynosząca zysk produkcja. Wypracowany zysk może być inwestowany, dzięki czemu następuje akumulacja kapitału. Taka definicja wskazuje po pierwsze na to, że kapitałem nie muszą być jedynie pieniądze i dobra, ale też technologie i inne niematerialne wartości. Po drugie mówi o tym, że nie każdy pieniądz (dobro/technologia) jest kapitałem, a jedynie ten zainwestowany, czyli taki, którego posiadanie daje właścicielowi tytuł do renty (np. w postaci odsetek, dywidendy, opłaty licencyjnej itp.).
Pieniądz nie zawsze jest kapitałem; staje się nim dopiero wówczas, gdy znajdzie się w ręku kapitalisty i kiedy zostaje przez niego wydatkowany dla osiągnięcia zysku. W tym celu przeznacza on pieniądz na zakup środków produkcji i siły roboczej. Kapitał ulega przekształceniu na kapitał produkcyjny, przy którego pomocy kapitalista rozpoczyna produkcję.

## Formy kapitału
Kapitał może występować w trzech formach: finansowej, rzeczowej (maszyny, wyposażenie, urządzenia czy budynki wykorzystywane w procesie produkcji), niematerialnej: projekty rozwiązań technologicznych, programy komputerowe, patenty, prawa autorskie.

## Kapitał w przedsiębiorstwie
Dobra finansowe lub materialne o wymiernej wartości pieniężnej, którymi można dysponować w celu prowadzenia działalności mającej przynieść dochód. Kapitał często najpierw się gromadzi, a następnie go inwestuje. Przedsiębiorstwo jest finansowane z kapitału własnego: akcyjny, udziałowy, zapasowy, rezerwowy przewidziany w statucie (ale już nie rezerwa rewaloryzacyjna przeznaczona na pokrycie deprecjacji kapitału własnego w wyniku inflacji), zysk pozostawiony lub niepokryta strata z lat ubiegłych i obcego: pożyczki, kredyty, najczęściej bankowe.
Stanowi on posiadane dobra materialne i niematerialne, wykorzystywane w procesach produkcji oraz zasoby pieniężne przedsiębiorstwa. Do kapitału fizycznego należą przedmioty materialne (maszyny, urządzenia, środki transportu, wyposażenie), a do niewidocznego – nakłady o charakterze niematerialnym (patenty, licencje, znak firmowy, reputacja firmy, kapitał ludzki). Tak zdefiniowane formy kapitału są wykazywane w bilansie przedsiębiorstwa po stronie aktywów jako „majątek”, natomiast termin „kapitał” w dosłownym rozumieniu tego słowa jest stosowany do określania źródeł finansowania tego majątku, czyli jego odwrotnej strony i wykazywany jest po stronie pasywów bilansu.
Z punktu widzenia okresu zużywania się środków produkcji kapitał dzieli się na obrotowy – zużywający się w ciągu jednego procesu produkcyjnego oraz trwały – wykorzystywany stopniowo. Ten podział ma swoje odzwierciedlenie w pojęciu tzw. ruchu okrężnego kapitału. Ruch okrężny kapitału to przekształcenie środków z jednej formy w inną oraz przechodzenie przez stadia produkcji i obrotu. Jest pojęciem abstrakcyjnym, wyraża jednak rzeczywiste procesy gospodarcze zachodzące w przedsiębiorstwie. Środki obrotowe firmy znajdują się w nieustannym ruchu przechodząc kolejno przez sferę zaopatrzenia produkcji i zbytu. W ruchu tym zmieniają kolejno swoją formę z pieniężnej na materialną, produkcyjną, materialną i znowu pieniężną.
Kapitał produkcyjny (majątek produkcyjny) to maszyny, budynki, zapasy surowców i materiałów, które wraz z innymi czynnikami wytwórczymi uczestniczą w procesie produkcji. Majątek produkcyjny dzieli się na: majątek trwały i majątek obrotowy. W Polsce, zgodnie z Rozporządzeniem Rady Ministrów, do majątku trwałego zaliczamy: grunty, budynki i lokale, obiekty inżynierii lądowej i wodnej, kotły i maszyny energetyczne, maszyny, urządzenia i aparaty ogólnego zastosowania, specjalistyczne maszyny, urządzenia i aparaty, urządzenia techniczne, środki transportu, narzędzia, przyrządy, ruchomości i wyposażenie, inwentarz żywy. Natomiast majątek obrotowy przedsiębiorstwa dzieli się zasadniczo na 3 grupy:
- zapasy materiałowe,
- zapasy produkcji niezakończonej oraz
- zapasy wyrobów gotowych i towarów.

Kapitał pieniężny to środki finansowe pochodzące ze źródeł wewnętrznych lub zewnętrznych będące w posiadaniu przedsiębiorstwa. Do kapitału własnego należy: kapitał podstawowy, należne wpłaty na kapitał podstawowy (wielkość ujemna), udziały (akcje własne), kapitał (fundusz) zapasowy, kapitał (fundusz) z aktualizacji wyceny, pozostałe kapitały (fundusze) rezerwowe, zysk (strata) z lat ubiegłych, zysk (strata) netto i odpis z zysku netto w ciągu roku obrotowego (wielkość ujemna). Kapitał podstawowy to kapitał wniesiony przez wspólników. Należne wpłaty na kapitał podstawowy to zdeklarowane, lecz nie wniesione na dzień bilansowy wkłady kapitałowe. Kapitał zapasowy (samofinansowania) powstaje z wypracowania zysku w poprzednich okresach, dopłat akcjonariuszy w zamian za przyznanie szczególnych uprawnień ich akcjom oraz z nadwyżki osiągniętej przy emisji akcji powyżej ich wartości nominalnej i przeznaczony jest na pokrycie ewentualnych strat. Kapitały (fundusze) rezerwowe tworzone są na regulowanie przyszłych zobowiązań, w celu pokrycia ewentualnych strat czy nieprzewidzianych wydatków. Tworzony jest z zysków z lat ubiegłych i z wartości akcji własnych przeznaczonych do sprzedaży.
Finansowanie wewnętrzne polega na pozyskiwaniu środków pieniężnych przez gromadzenie (kształtowanie) kapitału pochodzącego z przychodów ze sprzedaży wytworzonych dóbr i usług oraz poprzez przekształcenia majątkowe. Natomiast finansowanie zewnętrzne można podzielić na finansowanie własne i obce. Finansowanie własne zajmuje się pozyskiwaniem środków pieniężnych poprzez: emisję akcji, dopłaty akcjonariuszy, udziały, dopłaty wspólników, wkłady wpisowe, dotacje. Natomiast finansowanie zewnętrzne obce gromadzi kapitał poprzez różnego rodzaju kredyty i pożyczki zaciągnięte na rynku finansowym, kredyt dostawcy i kredyt odbiorcy – na rynku towarowym, jak również poprzez szczególne formy finansowania, jakimi są faktoring i leasing.

## Kapitał w teorii ekonomii
W ekonomii klasycznej i neoklasycznej kapitał uznawany jest jako jeden z czynników produkcji (obok ziemi i pracy). Wszystkie inne zasoby potrzebne do produkcji nazywane są wartościami niematerialnymi (zwłaszcza w ekonomii klasycznej). Zasobami tymi są: sposoby organizacji produkcji, przedsiębiorczość, wiedza, marka (renoma, reputacja) lub zdolności zarządzania (co niektórzy określają jako talent, kapitał społeczny lub zdolności do uczenia się).
Cechą charakterystyczną dobra kapitałowego, w rozumieniu ekonomistów, jest to, że służy on do produkcji innych dóbr, nie jest w pełni zużywany w procesie produkcji (w przeciwieństwie do surowców lub produktów pośrednich). Wyjątkiem jest odpis amortyzacyjny, który podobnie jak w przypadku dóbr pośrednich, jest traktowany jako koszt działalności gospodarczej.
Marksistowska ekonomia rozróżnia takie formy kapitału jak:
- kapitał trwały, który odnosi się do dóbr inwestycyjnych;
- kapitał zmienny, który odnosi się do nakładów pracy, w których koszt jest „zmienny”, zależny od wysokości wynagrodzenia wypłacanego przez cały okres trwania umowy z pracownikiem;
- kapitał fikcyjny, który odnosi się do reprezentacji niematerialnych lub abstrakcyjnego kapitału fizycznego zawartego w akcjach, obligacjach i papierach wartościowych.

Co najmniej od końca lat 1950. ekonomiści rozwijają koncepcje szerszych form kapitału. Na przykład inwestycje w rozwój umiejętności i edukację może być postrzegane jako budowanie kapitału ludzkiego i kapitału wiedzy, a inwestycje we własność intelektualną może być postrzegana jako budowanie kapitału intelektualnego. Próby określenia tych nowych form kapitału są przyczyną wielu kontrowersji i gorących debat.
Współczesna dyskusja wokół różnego rozumienia kapitału sugeruje następującą jego kategoryzację:
- Kapitał finansowy, który stanowią obligacje będące własnością osób prawnych, które mogą być przedmiotem handlu. Mogą mieć formę środków trwałych, będących przedmiotem obrotu na rynkach finansowych. Jego wartość rynkowa nie jest ustalana na podstawie historycznej akumulacji zainwestowanych pieniędzy, ale wynika z tego, jak postrzegana jest wartość przez rynek jego przewidywanych dochodów i z jakim ryzykiem się to wiąże.
- Kapitał przyrodniczy, który jest nieodłącznym atrybutem ekologii i jest chroniony przez społeczności w celu podtrzymywania życia, np. rzeki, strumienie, jeziora będące źródłem zaopatrzenia w wodę.
- Kapitał społeczny, który w prywatnej przedsiębiorczości związany jest z wartością firmy lub wartością marki, ale często jest to pojęcie bardziej ogólne odnoszące się do jakości wzajemnych relacji między ludźmi, które motywują do działania w sposób podobny do bodźców materialnych (pieniężnych).
- Kapitał edukacyjny, odnoszący się sposobów nauczania i przekazywania wiedzy. W różnych teoriach różnie jest on nazywany, mówi się o kapitale intelektualnym, kapitale wiedzy.
- Kapitał ludzki, jest to bardzo szerokie pojęcie, które obejmuje połączenie wielu czynników społecznych, kształcenia (edukacji), talentów indywidualnych itp. Jest on najczęściej używany w kontekście ekonomii zrównoważonego wzrostu, której celem jest poprawa kapitału ludzkiego w podobny sposób, jak dokonuje się poprawa kapitału trwałego (fizycznego). Często mówi się, że kapitał ludzki to ucieleśniona w ludziach wiedza i umiejętności, dzięki którym przedsiębiorstwo może uzyskać przewagę konkurencyjną.
- Kapitał intelektualny w przedsiębiorstwie, ze względu na swoją postać formalną, może występować jako kapitał osobowy: wiedza i umiejętności ludzi lub w postaci bezosobowej: jako dokumenty powstałe w wyniku działania kapitału osobowego. Takimi dokumentami są: regulaminy, graficzna postać struktury organizacyjnej, patenty, znak towarowy, licencja, pakiet franchisingowy, program komputerowy itp. Niekiedy wyróżnia się kapitał osobowy, który tworzą ludzie – właściciele, kadra kierownicza, pracownicy o wysokich kwalifikacjach zawodowych, dużym zasobie wiedzy i unikatowych umiejętnościach, które to cechy wykorzystują w sposób twórczy na zajmowanych stanowiskach. Zasób ludzki jest kapitałem intelektualnym tylko wówczas, gdy w wyniku jego działań powstaje nowa wartość przynosząca firmie wymierne korzyści rynkowe, powstaje nowy produkt, nowe rozwiązanie ekonomiczno-finansowe, nowa jakość lub nowatorskie rozwiązanie organizacyjne.